# Hôtel de Mourgue

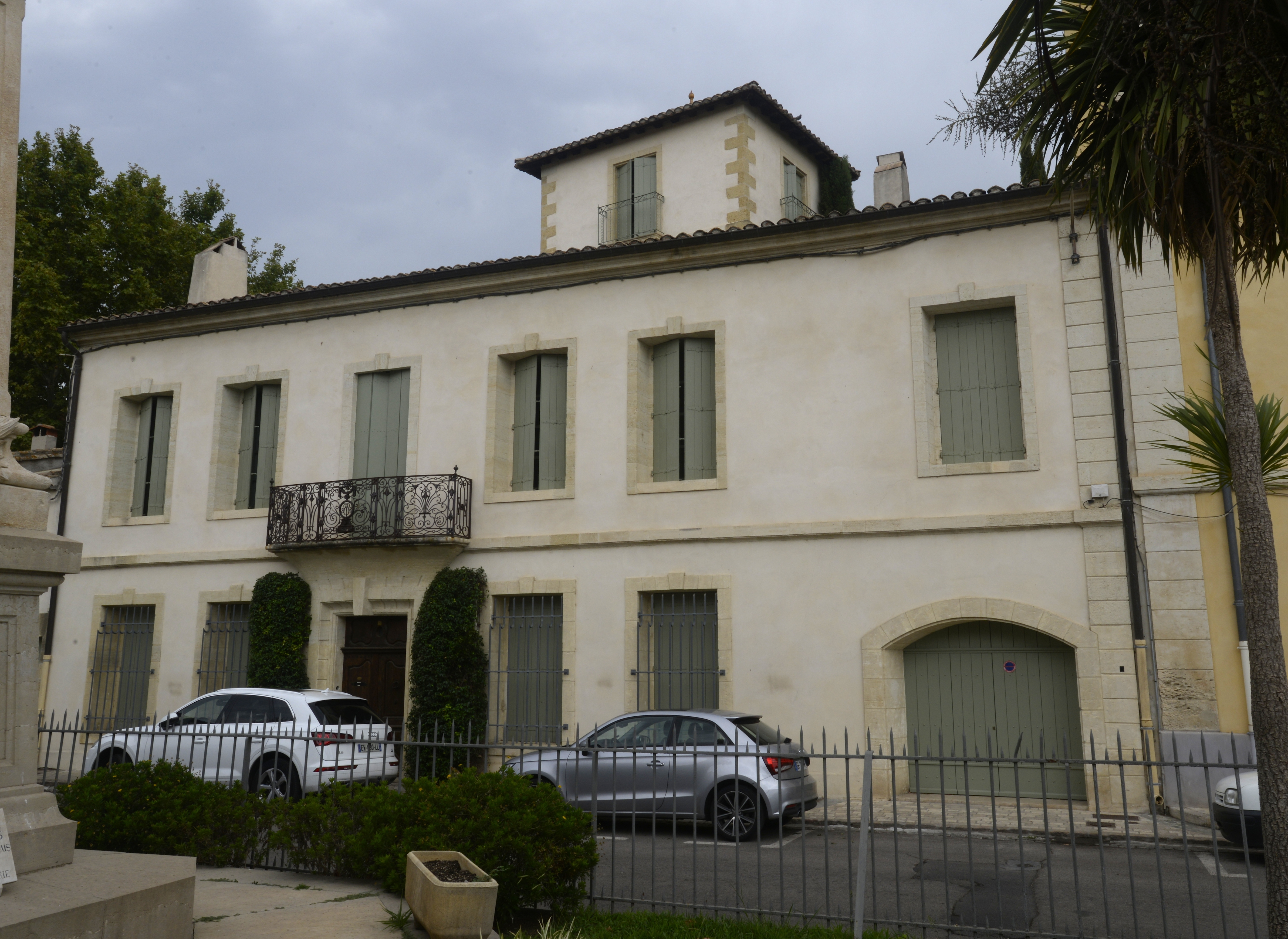
Hôtel de Mourgues, Marsillargues

L’hôtel de Mourgue est un hôtel particulier situé sur la commune de Marsillargues, dans le département français de l'Hérault en région Occitanie.

## Historique
L'hôtel fait l’objet d’une inscription au titre des monuments historiques par arrêté du 30 novembre 2001.
L'architecture est de qualité ainsi que son décor, notamment l'ensemble de gypseries des salons du rez-de-chaussée et l'escalier avec la ferronnerie de sa rampe.